# Championnat d'Allemagne de Formule 4
Le championnat d'Allemagne de Formule 4 ADAC est un ancien championnat de course automobile utilisant des monoplaces de la catégorie Formule 4. Il était organisé par l'ADAC, et se déroulait souvent en support des ADAC GT Masters. Il était considéré comme le ou l'un des championnats nationaux de Formule 4 les plus relevés avec le championnat italien.

## Histoire
Le championnat d'Allemagne de Formule 4 est créé en 2015, prenant la suite des ADAC Formel Masters de 2008 à 2014. Ce championnat obtient directement la certification FIA.
Ce championnat ne se déroule pas uniquement en Allemagne et s'exporte également en Autriche et aux Pays-Bas, avec des manches au Red Bull Ring et à Zandvoort.
Les pilotes de Formule 4 allemande utilisent des F4 construites par Tatuus et propulsée par un moteur Abarth.
Le championnat a notamment accueilli Robert Shwartzman, Lando Norris, Mick Schumacher, Jüri Vips, Marcus Armstrong ou Théo Pourchaire.
Le 3 décembre 2022, face aux nombres d'engagés en baisse depuis 2020, l'ADAC annonce que l'édition 2023 du championnat n'aura pas lieu, menant à sa disparition.

## Palmarès

### Pilotes

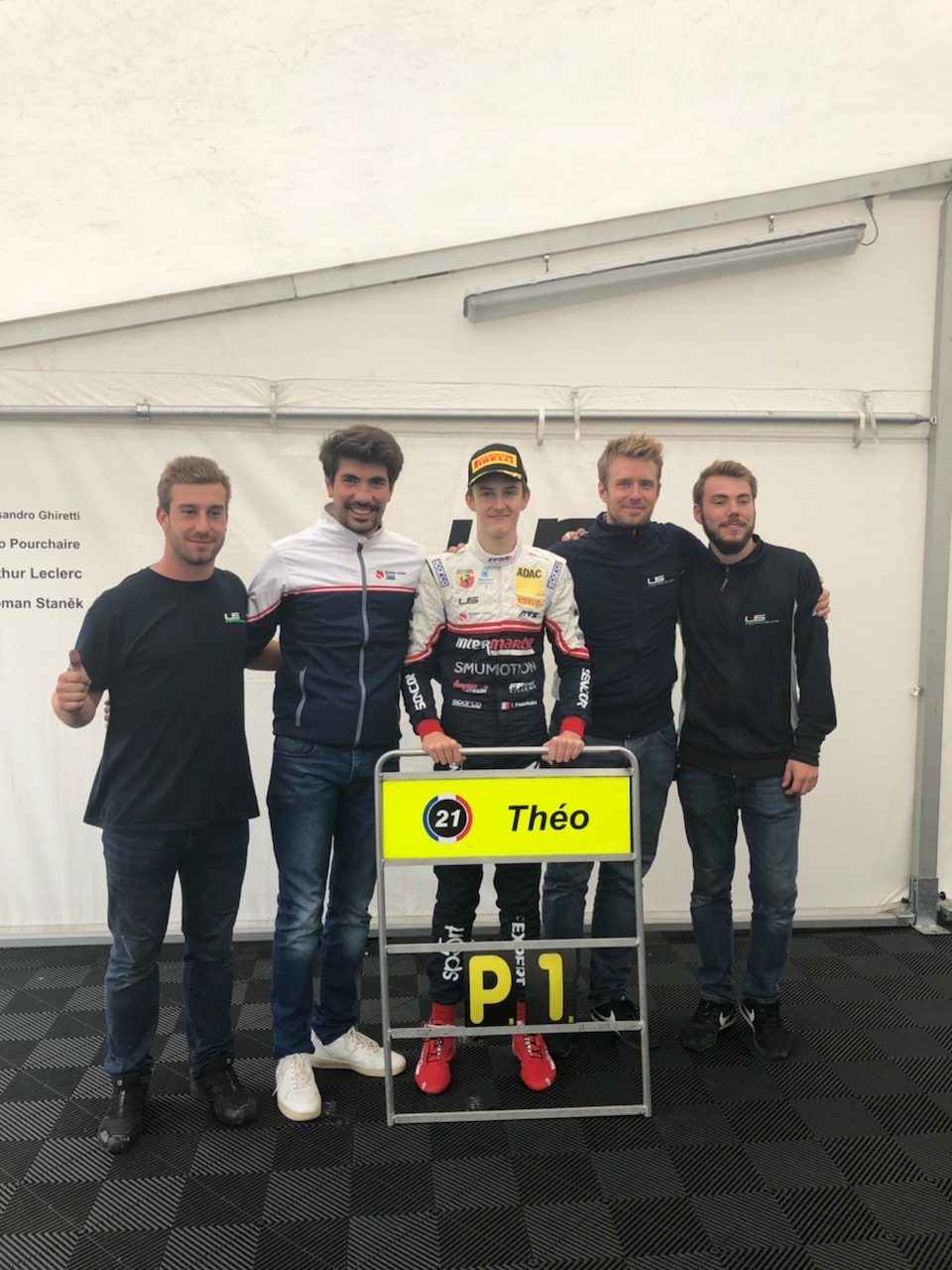
Théo Pourchaire est sacré champion d'Allemagne de Formule 4 en 2019, offrant à US Racing son deuxième titre consécutif.

| Année | Champion              | Équipe du champion    | Meilleur rookie  |
| ----- | --------------------- | --------------------- | ---------------- |
| 2015  | Marvin Dienst         | HTP Racing Team       | David Beckmann   |
| 2016  | Joey Mawson           | Van Amersfoort Racing | Nicklas Nielsen  |
| 2017  | Jüri Vips             | Prema Powerteam       | Mick Wishofer    |
| 2018  | Lirim Zendeli         | US Racing-CHRS        | David Schumacher |
| 2019  | Théo Pourchaire       | US Racing-CHRS        | Roman Staněk     |
| 2020  | Jonny Edgar           | Van Amersfoort Racing | Tim Tramnitz     |
| 2021  | Oliver Bearman        | Van Amersfoort Racing | Nikita Bedrin    |
| 2022  | Andrea Kimi Antonelli | Prema Powerteam       | Rafael Câmara    |

### Équipes
| Année | Vainqueur             | Pilotes                                                                                      |
| ----- | --------------------- | -------------------------------------------------------------------------------------------- |
| 2016  | Prema Powerteam       | Mick Schumacher Jüri Vips Juan Manuel Correa                                                 |
| 2017  | Prema Powerteam       | Marcus Armstrong Jüri Vips Juan Manuel Correa                                                |
| 2018  | US Racing-CHRS        | David Schumacher Mick Wishofer Lirim Zendeli Tom Beckhäuser                                  |
| 2019  | US Racing-CHRS        | Théo Pourchaire Arthur Leclerc Roman Staněk Alessandro Ghiretti                              |
| 2020  | Van Amersfoort Racing | Jonny Edgar Jak Crawford Francesco Pizzi Cenyu Han                                           |
| 2021  | Van Amersfoort Racing | Oliver Bearman Nikita Bedrin Joshua Dufek Benze Válint Cenyu Han Marcos Flack Robert de Haan |
| 2022  | Prema Powerteam       | Charlie Wurz Andrea Kimi Antonelli James Wharton Conrad Laursen Rafael Câmara                |